# Daisuke Ono
Daisuke Ono (jap. 小野 大輔, Ono Daisuke; * 4. Mai 1978 in der Präfektur Kōchi) ist ein japanischer Synchronsprecher (Seiyū) und Sänger. Er gehörte bis Februar 2016 der Agentur Mausu Promotion an.

## Werdegang
Ono ging nach Abschluss der Kōchi-Oberschule an das Nihon University College of Art und besuchte Sonntagslehrgänge an der Aoni Coaching School.
Daisuke Ono ist seit 2002 in verschiedenen Anime zu hören, seine erste Hauptrolle folgte 2005 als Yukito Kunisaki in der Fernsehserie Air. Einen großen Bekanntheitsgrad erreichte er 2006 mit der Rolle des Itsuki Koizumi in Die Melancholie der Haruhi Suzumiya. Für die Rollen des Hosaka (Minami-ke) und Kagezaki (Rental Magica) wurde er bei den 2. Seiyū Awards als bester Nebendarsteller erstmals ausgezeichnet, weitere Preise sollten folgen.
Als Sänger hat Ono Vor- und Abspannmusik und Charakter-Songs veröffentlicht, u. a. als Sebastian Michaelis aus Black Butler das Lied Tsuki no Ame (月の雨), oder die Itsuki-Koizumi-Variante von Hare Hare Yukai (ハレ晴レユカイ). Außerdem hat er auch Singles und Alben unter seinem eigenen Namen herausgegeben.

## Filmografie
2002
- Full Metal Panic! (Shota Sakamoto)

2003
- Full Metal Panic? Fumoffu (Shota Sakamoto)
- Hungry Heart: Wild Striker (Kikumoto Hajime)
- Rockman.EXE Axess (PrisMan.EXE und diverse Rollen)
- Scrapped Princess (Kidaf Gillot the Silencer)

2004
- Futakoi (Juntaro Gonda)
- Rockman.EXE Stream (PrisMan.EXE, Ken)
- Zatch Bell! (Gofure)

2005
- Air (Yukito Kunisaki, Sora)
- Eyeshield 21 (Kengo Mizumachi)
- Ginga Densetsu Weed (Kite)
- Mushiking: King of the Beetles (Kakaro)
- Noein: Mō Hitori no Kimi e (Enra)
- Oden-kun (Konnya-kun)
- Rozen Maiden: Träumend (Enju)

2006
- Bleach (Shukuro Tsukishima, Mabashi)
- Gift – eternal rainbow (Sakaguchi)
- Higurashi no Naku Koro ni (Mamoru Akasaka)
- Kashimashi: Girl Meets Girl (Asuta Soro)
- Die Melancholie der Haruhi Suzumiya (Itsuki Koizumi)
- Mobile Suit Gundam SEED C.E. 73: Stargazer (Sven Cal Bayan)
- Night Head Genesis (Beta)
- REC (Yoshio Hatakeda)
- Red Garden (Nick)
- Witchblade (Osada)
- Aura Resonance (Micah Rubens)

2007
- Dragonaut -The Resonance- (Jin Kamishina)
- Engage Planet Kiss Dum (Shū Aiba)
- Idolmaster: Xenoglossia (Naraba Daidō)
- Kaze no Stigma (Kazuma Yagami)
- Kotetsushin Jeeg (Kenji Kusanagi)
- Magical Girl Lyrical Nanoha Strikers (Verossa Acous)
- Minami-ke (Hosaka)
- Rental Magica (Kagezaki)
- Seto no Hanayome (Kai Mikawa)
- Shinkyoku Sōkai Polyphonica (Akatsuki Dirrane)

2008
- Chaos;Head (Daisuke Misumi)
- Toshokan Sensō (Hikaru Asahina)
- Black Butler (Sebastian Michaelis)
- Minami-ke: Okawari (Hosaka)
- Monochrome Factor (Akira Nikaidō)
- Neo Angelique Abyss (Hyuga)
- Shina Dark (Exoda Cero Crown)
- Wagaya no Oinari-sama. (Ebisu)
- Yozakura Quartet (Kyōsuke)

2009
- 11eyes (Kakeru Satsuki)
- Arad Senki Slap Up Party (Danjin Gold Container)
- Hanasakeru Seishōnen (Eugene Alexander du Volcan)
- The Melancholy of Haruhi Suzumiya-chan (Itsuki Koizumi)
- Minami-ke: Okaeri (Hosaka)
- Miracle☆Train ~Ōedo-sen e Yōkoso~ (Izayoi Tsukishima)
- Pandora Hearts (Jack Vessalius)
- Sora Kake Girl (Shigure Shinguji)
- Sora o Miageru Shōjo no Hitomi ni Utsuru Sekai (Munto)
- Umineko no Naku Koro ni (Battler Ushiromiya)

2010
- Durarara!! (Shizuo Heiwajima)
- Giant Killing (Luigi Yoshida)
- Uragiri wa Boku no Namae o Shitteiru (Hotsuma Renjō)
- Working!! (Jun Satō)
- Densetsu no Yūsha no Densetsu (Sion Astal)
- Fortune Arterial (Kohei Hasekura)
- Psychic Detective Yakumo (Yakumo Saitō)
- Tono to Issho (Kagetsuna Katakura)
- Starry Sky (Suzuya Tōzuki)

2011
- A Channel (Mr. Satō, Male Student A)
- Dog Days (General Bernard)
- Tono to Issho: Gantai no Yabō (Kagetsuna Katakura)
- Deadman Wonderland (Nagi Kengamine)
- Dantalian no Shoka (Hugh Anthony Disward Huey)
- Kami-sama no Memo-chō (Sōichirō Hinamura „Yondaime“)
- Kyōkai Senjō no Horizon (Tenzō Crossunite)
- Nichijou (Crow)
- Blue Exorcist (Arthur August Angel)
- To Aru Hikūshi e no Tsuioku (Carlo Levamme)
- Working'!! (Jun Satō)
- Mobile Suit Gundam AGE (Woolf Enneacle)
- Phi Brain: Puzzle of God (Doubt)

2012
- Brave10 (Kirigakure Saizō)
- Shin Tennis no Ōji-sama (Tokugawa Kazuya)
- Papa no Iu Koto o Kikinasai! (Kōichi Nimura)
- Kuroko no Basuke (Shintarō Midorima)
- Shirokuma Café (Llama)
- AKB0048 (Dance Teacher)
- K Project (Kurō Yatogami)

2013
- Attack on Titan (Erwin Smith)
- Brothers Conflict (Subaru Asahina)
- Karneval (Hirato)
- Kimi no Iru Machi (Kyosuke Kazama)
- Magi: The Kingdom of Magic (Sinbad)
- Minami-ke: Tadaima (Hosaka)
- Phi Gehirn: Puzzle Gottes Staffel 3 (Doubt)
- Tamako Market (Kaoru Hanase)
- Uta no Prince-sama: Maji Love 2000% (Sumeragi Kira)
- Kakumeiki Valvrave (Kain Dressel)

2014
- Barakamon (Seishū Handa)
- Shojo-Mangaka Nozaki-kun (Mitsuya Maeno)
- Gugure! Kokkuri-san (Kokkuri-san)
- JoJo’s Bizarre Adventure (Jotaro Kujo)
- Black Butler: Book of Circus (Sebastian Michaelis)
- Noragami (Daikoku)
- Persona 4: The Golden Animation (Kō Ichijō)
- Shin Gekijōban Initial D (Ryōsuke Takahashi)
- Tamako Love Story (Kaoru Hanase)
- Terra Formars (Keiji Onizuka)
- Zephyr (Uran)
- Kamigami no Asobi (Hades Aidoneus)

2015
- Charlotte (Shunsuke Otosaka)
- Osomatsu-san (Jūshimatsu)

2016
- Dimension W (Kyōma Mabuchi)
- In this Corner of the World (Tetsu Mizuhara)
- Norn9 (Natsuhiko Azuma)
- Saiki Kusuo no Psi Nan (Riki Nendo)
- Servamp (Yumikage Tsukimitsu)

2017
- Anonymous Noise (Yoshito „Haruyoshi“ Haruno)
- Black Clover (William Vangeance)
- Godzilla: Planet der Monster (Eliott Leland)
- Katsugeki/Touken Ranbu (Sakamoto Ryōma)
- Kekkai Sensen (Philip Lenore)
- Netsuzou Trap – NTR (Fujiwara)
- UQ Holder! (Albireo Imma)

2018
- Cells at Work! (T-Killerzelle)
- Rokuhōdō Yotsuiro Biyori (Gure)
- Gakuen Babysitters (Saikawa Keigo)

2019
- Mairimashita! Iruma-kun (Kalego Naberius)

2020
- Appare-Ranman! (Tristan)
- Digimon Adventure: Last Evolution Kizuna (Kyōtarō Imura)
- By the Grace of the Gods (Reinhart)
- Olympia Kyklos (Demetrios)
- Somali und der Gott des Waldes (Golem)
- The God of High School (Laure Phonsekal)

2021
- Hori-san to Miyamura-kun (Kyōsuke Hori)
- Kemono Jihen (Mihai)
- Backflip!! (Masamune Shichigahama)
- Life Lessons with Uramichi (Matahiko Nekota)
- Miss Kobayashi’s Dragon Maid S (Fafnir)
- Night Head 2041 (Naoto Kirihara)
- The Vampire Dies in No Time (Hiyoshi)

2022
- Fuuto PI (Yukiji Bandō)

2023
- MF Ghost (Shun Aiba)

## Spiele
- Armored Core 4 (Amazigh)
- Chaos;Head (Daisuke Misumi)
- Cross Edge (Rozeluxe Meitzen)
- Daemon Bride (Licht Wulfstan Schwarz/Zadkiel)
- Genshin Impact (Wriothesley)
- Dororo (Kanekozo)
- Final Fantasy XIII (Snow Villiers)
- Fu-un Bakumatsu-den (Sakamoto Ryōma)
- Haruhi Suzumiya series as Itsuki Koizumi:
  - The Promise of Haruhi Suzumiya
  - The Perplexity of Haruhi Suzumiya
  - Suzumiya Haruhi no Shinsaku
- Higurashi no Naku Koro ni Matsuri (Mamoru Akasaka)
- Honkai Star Rail (Jing Yuan)
- Ijiwaru My Master (Evans)
- Kamiwaza (Ebizō)
- Kengo ZERO (Sakamoto Ryōma)
- KoiGIG〜DEVIL×ANGEL〜 (Shū)
- Little Aid (Yuzuru Sawato)
- Luminous Arc 3 (Lefy)
- Mana-Khemia 2: Ochita Gakuen to Renkinjutsushi-tachi (Rozeluxe Meitzen)
- Mizu no Senritsu (Masatsugu Kirihara)
- Mizu no Senritsu Tsūhi no Kioku (Masatsugu Kirihara)
- Monochrome Factor Cross Road (Akira Nikaidō)
- Muvluv Alternative Total Eclipse (Yūya Buriajisu)
- Neo Angelique (Hyuga)
- Panic Palette (Yuzuru Sawato)
- Planetarian – Chiisana Hoshi no Yume (Junker)
- Princess Nightmare (Ichirouta Inukai)
- R.O.H.A.N. (Half-elf)
- Sigma Harmonics (Kurogami Shiguma)
- Sonic the Hedgehog series as Silver the Hedgehog:
  - Sonic the Hedgehog
  - Sonic Rivals
  - Sonic and the Secret Rings
  - Sonic Rivals 2
  - Sonic Riders: Zero Gravity
- Starry ☆ Sky~in Spring (Tohzuki Suzuya)
- Street Fighter IV (El Fuerte)
- Tatsunoko vs. Capcom (Casshern)
- The King of Fighters 2002: Unlimited Match (Announcer, Nameless)
- Vitamin-Serie (Hajime Kusanagi)
- Ys I & II: Eternal Story (Goto)

## Ausländische Produktionen
- Black Hawk Down (Ed Yurek)
- Malcolm mittendrin (Eric Hansen)
- Meteor Garden
- Mimic 2 (Nicky)
- O.C., California (Ryan Atwood)
- X-Men: Evolution (Alex Summers)

## Radio
- Ono Daisuke no GIG ra Night! (Internet radio, RADIO Kansai)
- Kamiya Hiroshi・Ono Daisuke no DearGirl〜Stories〜 (Nippon Cultural Broadcasting)
- Neoromance・Live HOT! 10 Count down Radio II Huu![3]
- Lucky ☆ Channel

## Hörspiele
- Asagaya Zippy (John)
- Category: Freaks (Naoki Amano)
- Idolmaster: Xenoglossia series (Naraba Daidō)
- Karensakakōkō Karenhōsōbu (Tōru Sakaki)
- KoiGIG-Let It Bleed- (Shū)
- Kaze no Stigma (Kazuma Yagami)
- Kuroshitsuji (Sebastian Michaelis)
- The Melancholy of Haruhi Suzumiya: Sound Around (Itsuki Koizumi)
- Monochrome Factor (Akira Nikaidō)
- Neo Angelique (Hyuga)
- Magical Girl Lyrical Nanoha StrikerS Sound Stage (Verossa Acous)
- Memories Off (Ishū Sagisawa)
- Rust Blaster (Aldred Van Envrio)
- S.L.H Stray Love Hearts! (Kuga Reizei)
- Special A (Aoi Ogata)
- Starry Sky: Cancer (Tohzuki Suzuya)
- Virtue’s Last Reward (K)
- VitaminX-Serie (Hajime Kusanagi)
- Zombie-Loan (Shūji Tsugumi)
- Karneval (Manga) (Hirato)

### BLCD
- Aishiteru (Ichise Kazushi)
- Binan no Dendō (Christian Bernadotte)
- Chintsubu: Chinko no Tsubuyaki Hirō (V2)
- Hanayome (Shino)
- Iro Otoko (Ishikawa Chōji)
- Kotonoha no Hana (Hasebe Shuichi)
- Miwaku no Ringo (Ichijō Kei)
- Name of Love (Kōhei seme)
- Toritsu Mahou Gakuen (Kōji Yuno)
- Toukaidou Hisame ~Kagerō~ (Hibiki)
- Yuuwaku Recipe series (Takuro)
- Ze Series (Ryūsei)

## Diskografie

### Alben
- Kazahana (風花, Kazahana, 25. Februar 2009)
- Hinemosu (ひねもす, Hinemosu, 27. Juni 2007)

### Singles
- Amaoto (雨音, Amaoto, 23. Januar 2008)
- Manatsu no Spica (真夏のスピカ, Manatsu no Supika, 6. August 2008)
- Kinmokusei (キンモクセイ, Kinmokusei, 9. September 2009)

### Character-Songs
Außer zu Animeserien, bei denen Ono Rollen sprach, sang er auch folgende Charakter-Songs:
Daisuke Ono & Hiroshi Kamiya Dear Girl Stories
- 「Say Your Name! 〜Dear Girl〜」
- 「DIRTY AGENT」
- 「My Dear Girl!」
- 「Kienai Omoi」

Dear Girl ~Stories~ Hibiki
- 「Netsuai SOS!」(Daisuke Ono & Hiroshi Kamiya)
- 「Nekomasshigura」(Daisuke Ono & Hiroshi Kamiya)

Dear My Sun!!
- 「Shigatsu No Kaze」(Daisuke Ono, Hiroki Shimowada & Hiroshi Okamoto)

Full House Kiss
- 「Seishun Aftermath」(Daisuke Ono & Kenichi Suzumura)

Hanayoi Romanesque
- 「Saigo No Piece」(Daisuke Ono & Hikaru Midorikawa)

Kamen Rider Den-O ~「Chou Climax Jump」
- 「Chou Climax Jump」(Daisuke Ono, Kenichi Suzumura, Tomokazu Seki, Koji Yusa, Dori Sakurada, Tamaki Matsumoto, Rina Akiyama, Kenjirou Ishimaru & Masaki Terasoma)

Kamen Rider Den-O ~「Chou Jump Double-Action Strike form」
- 「Double-Action Strike form」(Daisuke Ono & Dori Sakurada)
- 「Double-Action Strike form ~ Teddy Ver.」(Daisuke Ono)

KoiGIG ~DEVIL×ANGEL~ Battle Love
- 「Battle Love」」(Daisuke Ono, Hisayoshi Suganuma, Wataru Hatano & Koichi Tochika)

KoiGIG ~DEVIL×ANGEL~ ROAD THAT BELIEVE
- 「Aoi Shiroki Tsuki No Noroi」
- 「Fly to the victory road」

Kura Noah Cry No More ~ Boku to Kimi No Sekai
- 「Cry No More ~Boku to Kimi No Sekai」(Daisuke Ono & Hiro Shimono)

Petit Four
- 「Renjyo」
- 「IINO?」(Daisuke Ono & Shinnosuke Tachibana)

Riaru_Riaru ga_Anriaru
- 「Riaru_Riaru ga_Anriaru」(Daisuke Ono & Sayuri Gotou)
- 「少年少女達成団」(Daisuke Ono & Sayuri Gotou)

Rikei Danshi. Benkyo ni Naru!? Vol.4
- 「Genshibunshi MAIN ~ Bokura no Rikashitsu (Soroba Jon)」
- 「Mayoi no Nucleotide」

Tensei Hakken Fuumoroku ~ Aratanaru Kage
- 「Treasure In My Heart ~Kokoro No Takaramono~」

Uranai Hanasanai Kaesanai
- 「Uranai Hanasanai Kaesanai」(Daisuke Ono, Mamoru Miyano, Tomokazu Sugita, Hikaru Midorikawa, Kisho Taniyama & Hisafumi Oda)
- 「Uranai Hanasanai Kaesanai Ver.2」(Daisuke Ono & Mamoru Miyano)

## Auszeichnungen
- 2007: Seiyū Award als Beste Nebenrolle für Hosaka in Minami-ke und Kagezaki in Rental Magica[2]
- 2010: Seiyū Award als Beste Hauptrolle für Sebastian Michaelis in BLack Butler[4]
- 2015: Seiyū Award als Beste Hauptrolle[5]
- 2015: Tokyo Anime Award als Synchronsprecher[6]